# 陳火泉
陳火泉（1908年8月28日—1999年5月20日），台灣彰化縣鹿港鎮人，台北州立台北工業學院（現今台北科技大學之前身）畢業，曾任職於台灣製腦株式會社、台灣總督府專賣局、林務局，退休後專事寫作。

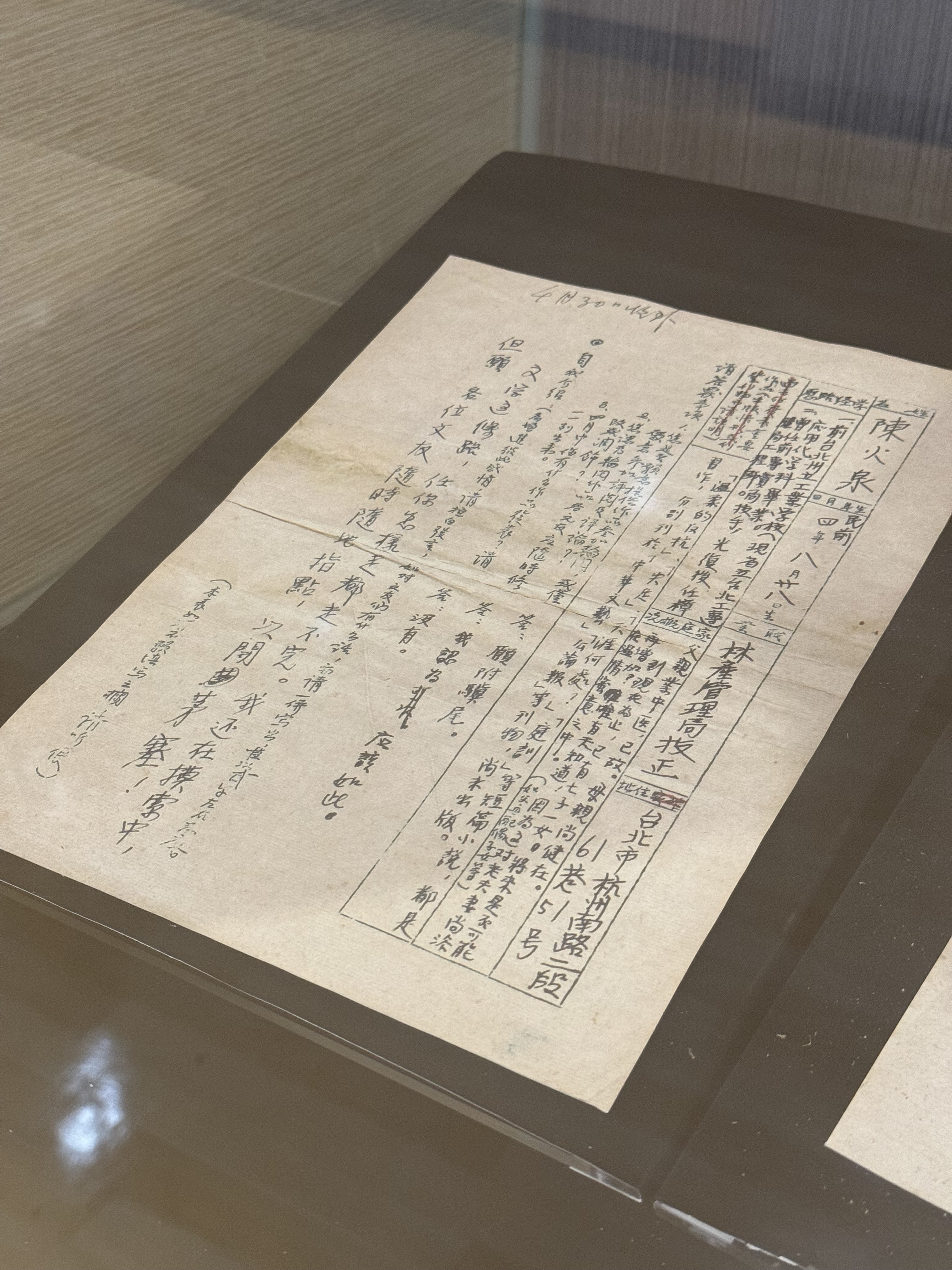
《文友通訊》陳火泉資料登記表

## 生平
陳火泉在日治時期，以日文創作小說，1943年發表處女作《道》於《文藝台灣》。戰後，勤學中文，改以中文創作小說。1950年代，陳火泉與廖清秀、鍾肇政、鍾理和、李榮春、施翠峰、許炳成(筆名：文心)等一群熱心文學創作的台籍作家，發行一份油印性的小型文學刊物，名為「文友通訊」。該刊主要的作用在：刊登同仁已發表之作供其他成員評閱、刊登同仁評論其他作家作品的文章、告知徵文訊息及同仁的動態。這份刊物的壽命很短，但是發起這份刊物的台籍作家卻在編輯、傳閱刊物的過程中，形成一股向心力，也就是成員相互之間的凝聚感；這樣的凝聚感對照當時政治肅殺、人人自危的情況，顯得突出、可貴。陳火泉晚年轉而創作一系列的人生哲理散文，文章深入淺出，頗能鼓舞人心。曾獲「國家文藝創作特殊貢獻獎」。

## 作品的出版情況
目前為止(2011/10/01)，已知的有：
散文
- 《悠悠人生路》，九歌出版社，1980年。
- 《青春之泉》(「悠悠人生路」第二集)，九歌出版社，1981年。
- 《個性的發揮》(「悠悠人生路」第三集)，九歌出版社，1982年。
- 《人生長短調》，九歌出版社，1983年。
- 《活在快樂中》，九歌出版社，1985年。
- 《人生點線面》，九歌出版社，1986年。
- 《我思我行》，九歌出版社，1987年。
- 《人生天地間》，林白出版社，1987年。
- 《富貴的台灣》，台灣省政府新聞處，1991年。
- 《活得漂亮而瀟灑》，九歌出版社，1993年。
- 《快樂不是越多越好》，九歌出版社，1998年。
- 《活得快樂又精彩》，九歌出版社，2004年。

## 傳記及紀錄影片
- 王璞拍攝，「王璞先生拍攝作家錄影傳記：陳火泉自傳」，1998年，已製成數位光碟典藏在國家圖書館。
- 王璞拍攝，「王璞先生拍攝藝文活動紀錄片：陳火泉公祭火化」，1999年，已製成數位光碟典藏在國家圖書館。

## 相關研究

### 博碩士論文
使用「全國圖書書目資訊網」查詢，到2011年10月8日為止，已知的有：
- 黃淑卿，陳火泉及其散文研究，2008年，國立臺灣師範大學國文學系教學碩士班碩士論文。

### 期刊論文
使用「台灣期刊論文索引系統」查詢，到2011年10月9日為止，已知的有：
- 河尻和也，苦悶與矛盾--考察陳火泉日治時期手稿，2011年1月的「台灣文學評論」。
- 廖秀娟，陳火泉「道」論--語りからみる作品の〈批判性〉 ，2009年6月的「台灣日本語文學報」。
- 河尻和也，皇民路上的苦惱與認同--再讀陳火泉1937年~1945年作品，2009年4月的「台灣文學評論」。
- 許玉青，模仿犯：日人對臺的同化效力--以決戰時期陳火泉〈道〉為論述對象，2008年6月的「雲漢學刊」。
- 褚昱志，是皇民文學？還是抗議文學(2)--論陳火泉的〈道〉，2008年6月的「台灣觀光學報」。
- 王學玲，日據時期「皇民論述」的身份認同策略--以陳火泉〈道〉為主的討論，2002年3月的「中外文學」。
- 錢鴻鈞，論陳火泉、鍾肇政的戰後文學歷程，2002年1月的「台灣文學評論」。
- 垂水千惠/撰、涂翠花/譯，戰前「日本語」作家--王昶雄與陳火泉､周金波之比較，1993年5月的「台灣文藝」。
- 星名宏修/撰、涂翠花/譯，「大東亞共榮圈」的臺灣作家(1) ﹣﹣陳火泉之皇民文學型態，1992年9月的「台灣文藝」。
- 鍾肇政，文學的苦行僧:談<人生三書>作者陳火泉先生，1982年7月的「文學思潮」。
- 花村，善意與誠意--談陳火泉的「悠悠人生路」，1981年6月的「書評書目」。

### 期刊的評介文字
- 林小萍，臺灣前輩作家的追思--陳火泉文學史料捐贈臺灣文學館，2002年的10月的「台灣月刊」。
- 鄭清文，最後一滴墨水--悼念陳火泉先生，1999年7月的「文訊」。
- 黃章明，悠悠人生路上的健行者:陳火泉，1983年9月的「文訊」。
- 心岱，訪文藝先進作家專輯--悠悠人生有「道」路--陳火泉老先生訪問記，1982年5月的「中央月刊」。

### 書籍
使用「全國圖書書目資訊網」查詢，到2011年10月9日為止，還沒有一本專門研究陳火泉及其作品的著作出版上市。

## 外部連結
- 陳火泉的「道」、王學玲整理、上網 （页面存档备份，存于）
- 無酒館痞客邦>(文學散步道)黑暗裡的一盞明燈--陳火泉 （页面存档备份，存于）
- 九歌文學網>陳火泉 （页面存档备份，存于）
- 國立台灣文學館>文學知識平台>小事典>7月，陳火泉中篇日文小說〈道〉發表於《文藝臺灣》第6卷3號，列為臺灣總督府發行之皇民文學叢書之一。
- 陳火泉_百度百科
- 台灣新文學史-陳芳明教授主講-【陳火泉-〈道〉一】
- 台灣新文學史-陳芳明教授主講-【陳火泉-〈道〉二】